# Arnulfo Cortés
Arnulfo Cortés (* 1931; † 3. April 1994), auch bekannt unter dem Spitznamen Lacua und gemäß anderen Quellen als Ranulfo Cortés bezeichnet, war ein mexikanischer Fußballspieler, der sowohl im Mittelfeld als auch im Angriff agierte.

## Laufbahn
Arnulfo Cortés kam von Club Colonia de El Salto zu Club Deportivo Oro, wo er seine Laufbahn als Fußballprofi begann. In der Saison 1953/54 erzielte er insgesamt 16 Tore (unter anderem drei beim 4:3-Heimsieg gegen den Club Atlante am 27. September 1953) für Oro und empfahl sich somit für den WM-Kader Mexikos bei der Fußball-Weltmeisterschaft 1954. Dort kam er allerdings nicht über das Reservistendasein hinaus und kam auch später nie für die mexikanische Nationalmannschaft zum Einsatz. Nach einer weiteren Saison beim CD Oro, für den er 1954/55 nur einen Treffer (bei der 2:3-Heimniederlage gegen den CD Irapuato am 19. September 1954) erzielte, wechselte er vor der Saison 1955/56 zum Club Deportivo Guadalajara, für den er in dieser Spielzeit drei Treffer erzielte.